# Ириней (Поп)
Архиепи́скоп Ирине́й (рум. Arhiepiscop Irineu, в миру Йонел Поп, рум. Ionel Pop; 2 июля 1953, Бэсешть) — епископ Румынской Православной Церкви, архиепископ Альба-Юльский.

## Биография
Родился 2 июля 1953 года в коммуне Бэсешть жудеца Марамуреш в Румынии, в крестьянской семье Думитру и Розалии Поп.
В 1960—1968 годы учился в начальной школе в родной коммуне, после чего поступил в православную духовную семинарию в Клуже, которую окончил в 1973 году со степень бакалавра.
После окончания семинарии был призван в армию и проходил в 1973—1974 годы срочную службу в подразделении «Горных Охотников» в городе Сфынту-Георге в округе Ковасна.
Осенью 1974 года поступил в Богословский институт в Сибиу. Отучившись год, перевёлся в Богословский институт в Бухаресте, который окончил летом 1978 года с отличием.
1 августа 1978 году поступил в Монастырь Синая в жудеце Прахова. 14 октября того же годы был пострижен в монашество с именем Ириней. 14 октября 1980 года епископом Яломицким Романом (Станчю) был рукоположён во иеромонаха. Помимо пастырского служения, на него также было возложено послушание гида-музеографа.
Осенью 1981 года, после тщательного экзамена, был принят на первое место на докторских курсах в Бухарестском богословском институте. Он проходил эти курсы в период с 1981—1984 годов, имея в качестве основной специализации нравственное богословие, под научным руководством педагога, богослова и филолога доктора философии Думитру Раду.
10 июня 1984 года патриарx Румынский Иустин присвоил ему звание протосинкелла.
В 1985—1988 годах учился в качестве стипендиата в пресвитерианской богословской семинарии в Принстоне, штат Нью-Джерси, США, где специализировался на социальной этике под руководством профессора Чарльза Уэста. Параллельно с исследовательской и документальной работой он составил значительную часть своей докторской диссертации. В США активно занимался миссионерской и экуменической деятельностью как в приходах Румынской архиепископии Америки и Канады, так и в православном обществе святого Фотия в Принстонском университете.
30 августа 1988 года вернулся в Румынию и вновь поступил в монастырь Синая, где священствовал и заведовал монастырским музеем. Там он завершил написание своей докторской диссертации. 9 июня 1989 года был назначен клириком Патриаршего собора в Бухаресте. В то же время ему было поручено много церковно-административных повиновений. 26 октября 1989 года он также получил звание архимандрита, после чего был назначен на должность начальником румынских церковных учреждений в Иерусалиме и Иордане и представителем Румынской Православной Церкви при Иерусалимском патриархате. Вернувшись в Румынию, некоторое время служил в патриаршем соборе.
4 октября 1990 года защитил диссертацию «Образ Христа в нравственной жизни христианина» на соискание степени доктора богословия с «исключительной» квалификацией.
30 октября 1990 года Священный Синод Румынской православной церкви по представлению архиепископа Клужского Феофила (Хериняну) по предложению Постоянного синода Трансильванской митрополии назначил его епископом Бистрицким, викарием Вадской архиепископии. 2 ноября того же года состоялась его архиерейская хиротония.
14 марта 2011 года синодом митрополита Клужа, Албея, Кришаны и Марамуреша был назначен одним из двух кандидатов на вакантную должность правящего архиерея данной митрополии. На заседании Синода от 18 марта 2011 года было набрано 17 голосов против 29 голосов Андрея (Андрейкуца), который был избран таким образом на эту должность.
19 мая 2011 года Священный Синод Румынской православной церкви избран епископа Иринея на вакантное место архиепископа Албы-Юлии. За него было подано 29 голосов против 13, полученных его соперником Андреем (Молдованом), викарным епископом Архиепископии Сибиу. 5 июня 2011 года в Соборе коронации в Алба-Юлии состоялась его интронизация.

## Награды
- Командор ордена «За заслуги перед культурой»[рум.] в категории G «Культы» (2004 год, Румыния)[4].

## Публикации
- Mânăstirea Sinaia, Editura Institutului Biblic, București, 1984, 40 p.
- Așezămintele românești de la Ierusalim și Iordan, Editura Institutului Biblic, București, 1994, 126 p.
- Icoana de la Nicula, Editura Arhidiecezana, Cluj-Napoca, 1994, 72 p.
- Pavăza credinței, Editura Omniscop, Craiova, 1994, 220 p.
- Țara Sfântă, arena operei mântuitoare, Editura Universal Dalsi, București, 1994, 288 p.
- Monahismul, chivotul neamului românesc, Editura Omniscop, Craiova, 1995, 88 p.
- Băseștiul și ilustrul său bărbat George Pop, Editura Carpatica, Cluj-Napoca, 1995, 160 p.
- Mărturisirea nădejdii, Editura Omniscop, Craiova, 1995, 220 p.
- Împărăteasa cerului și Mama noastră, Casa de Editură Dokia, Cluj-Napoca, 1996, 159 p.
- Preoția și arta pastorală, Editura Arhidiecezana, Cluj-Napoca, 1997, 130 p.
- Cuvântul dragostei, Presa Universitară Clujeană, Cluj-Napoca, 1997, 218 p.
- Sfântul Irineu de Lyon, Editura Cartimpex, Cluj-Napoca, 1998, 110 p.
- Sfântul Ioan Iacob, sihastrul român de la Hozeva, Editura Dacia, Cluj-Napoca, 2000, 144 p.
- Pâinea vieții și paharul mântuirii, Editura Aletheia, Bistrița, 2001, 104 p.
- Chipul lui Hristos în viața morală a creștinului, Editura Renașterea, Cluj-Napoca, 2001, 446 p.
- Curs de bioetică, Editura Renașterea, Cluj-Napoca, 2005, 156 p.
- Traducere: Maica Alexandra, Sfinții Îngeri, Editura Anastasia, București, 1992, 310 p.
- Traducere: Pr. Prof. Dr. John Breck, Darul sacru al vieții, Editura Patmos, Cluj-Napoca, 2001, 358 p.